# Mohamed Salman Al-Khuwalidi
Mohamed Salman Al-Khuwalidi, född den 19 juni 1981, är en saudisk friidrottare som tävlar i längdhopp.
Al-Khuwalidi genombrott kom när han vann Asiatiska mästerskapen inomhus 2004. Nästa framgång kom när han 2006 blev tvåa vid IAAF World Athletics Final efter Irving Saladino. Vid VM 2007 i Osaka blev han utslagen i kvalet och samma skedde vid Olympiska sommarspelen 2008 i Peking. Däremot blev det en bronsmedalj vid VM inomhus i Valencia 2008. 
Al-Khuwalidi avslutade friidrottsåret 2008 genom att bli trea vid IAAF World Athletics Final i Stuttgart. 
Hans personliga rekord är på 8,48 från en tävling 2006.